# Czubniczka łysawa

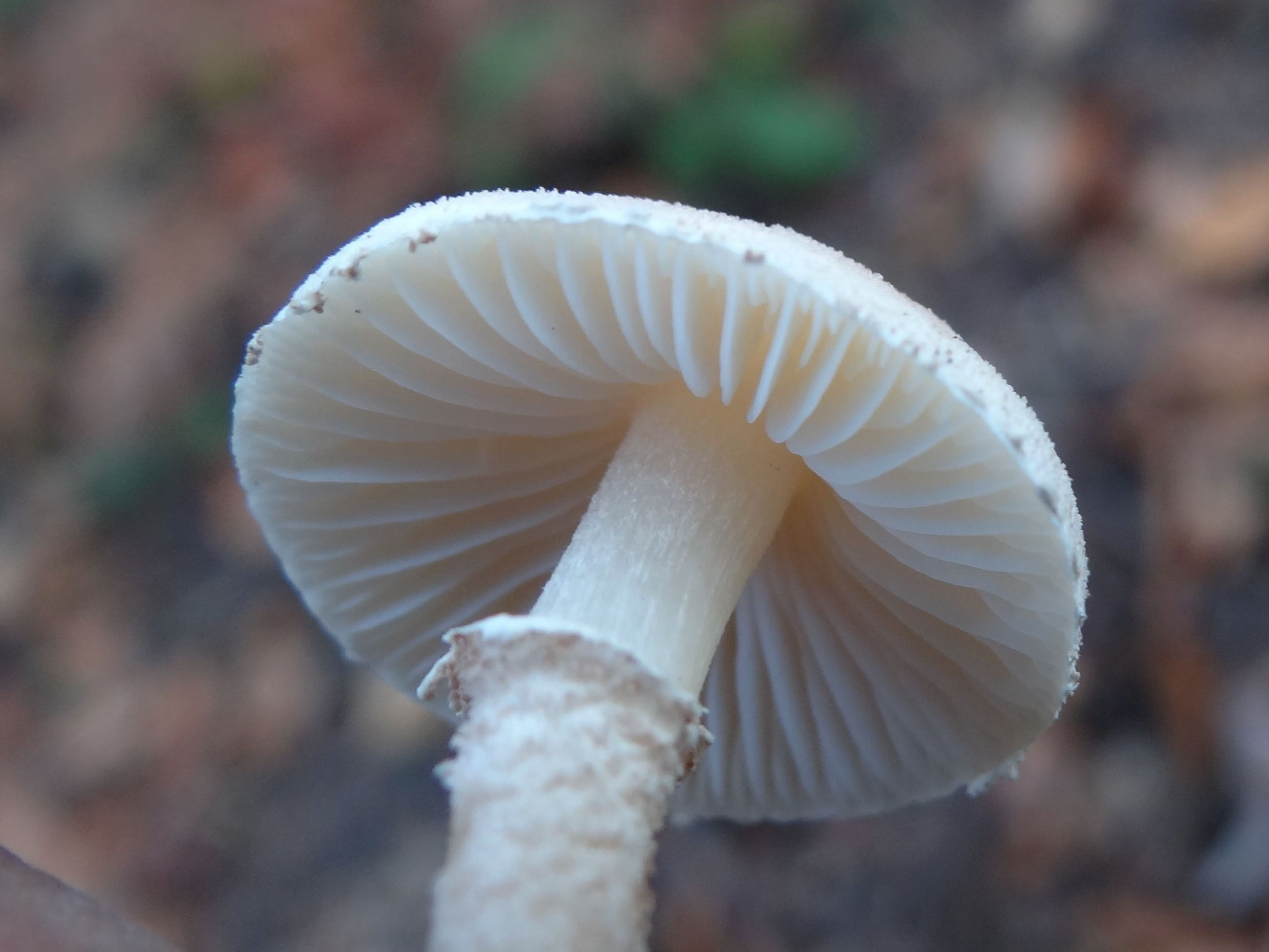

Czubniczka łysawa (Cystolepiota seminuda (Lasch) Bon – gatunek grzybów z rodziny pieczarkowatych (Agaricaceae).

## Systematyka i nazewnictwo
Pozycja w klasyfikacji według Index Fungorum: Agaricaceae, Agaricales, Agaricomycetidae, Agaricomycetes, Agaricomycotina, Basidiomycota, Fungi.
Po raz pierwszy takson ten zdiagnozował w 1828 r. W.G. Lasch nadając mu nazwę Agaricus seminudus. Obecną, uznaną przez Index Fungorum nazwę nadali mu w 1976 r. Marcel Bon.
Ma 20 synonimów. Niektóre z nich:

- Cystoderma seminudum (Lasch) Fayod 1889
- Cystolepiota morieri (Gillet) Bon 1993
- Cystolepiota seminuda (Lasch) Bon 1976 var. seminuda
- Cystolepiota seminuda var. sororia (Huijsman) Gminder 2003
- Cystolepiota sororia 1973
- Lepiota morieri Gillet 187
- Lepiota seminuda (Lasch) P. Kumm. 1871
- Lepiota sistrata subsp. morieri (Gillet) Sacc. 1887
- Lepiota sistrata var. seminuda (Lasch) Quél. 1872
- Lepiota sororia Huijsman 1960)
- Mastocephalus seminudus (Lasch) Kuntze 1891

Nazwę polską zaproponował Władysław Wojewoda w 2003 r.

## Morfologia
Kapelusz
Średnicy 1–2,5 cm, kształt początkowo dzwonkowaty, potem płasko rozpostarty, czasami  z tępym garbkiem, u dojrzałych owocników całkiem płaski. Powierzchnia o barwie od mlecznej do kremowobiałej, pokryta drobnymi, białawymi kosmkami. Młode okazy pokryte są białawą osłoną, która wystaje ząbkami poza brzeg kapelusza. Starsze okazy łysieją.
Hymenofor
Blaszkowy, blaszki wolne, średnio gęste, białe.
Trzon
Wysokość 2–5 cm, grubość 0,2–0,3 cm, walcowaty. Powierzchnia biaława, pod kapeluszem naga, poniżej początkowo drobno omączona, potem łysiejąca. W dolnej części różowieje.
Miąższ
W kapeluszu białawy, w korze trzonu winnoczerwony. Smak i zapach nieprzyjemny.

## Występowanie i siedlisko
Czubniczka łysawa występuje głównie w Europie i jest tutaj szeroko rozprzestrzeniona. Podano również kilka stanowisk na zachodnim i wschodnim wybrzeżu Ameryki Północnej. Na terenie Polski w piśmiennictwie naukowym podano liczne stanowiska.
Saprotrof. Rośnie na ziemi w lasach i zaroślach liściastych, rzadziej w iglastych, także w szkółkach leśnych, ogrodach.